# Joseph Fischer
Anton Joseph Fischer (Wenen, 1780 - Mannheim, 9 oktober 1862) was een Duitse operazanger, impresario en componist.

## Biografie
Joseph Fischer was de zoon van de operazanger Ludwig Fischer en de operazangeres Barbara Strasser. Ludwig Fischer leidde zijn zoon zelf in de muziek op en liet Joseph ook verder een uitstekende opleiding ten deel vallen. Al op 16-jarige leeftijd had Joseph Fischer een krachtige bas, die hij voor het eerst in 1799 in enkele concerten in Berlijn ten gehore bracht. Van juli 1800 tot februari 1802 trad Joseph Fischer in Mannheim op en werd daar onmiddellijk als de eerste bas geëngageerd.
Joseph Fischer huwde te Mannheim (?) op 6 januari 1802 (protestant) en te Berlijn in 1803 (katholiek) met Luise Reichsgräfin von Ottweiler (Saarbrücken, 11 april 1778 - Mannheim, 9 maart 1855), een buitenechtelijke, later gelegitimeerde, dochter van vorst Lodewijk van Nassau-Saarbrücken uit diens relatie met zijn toenmalige maîtresse en titre, en latere tweede echtgenote, Katharina Kest. Het huwelijk werd gesloten zonder de toestemming van de moeder van de bruid en veroorzaakte een breuk tussen de bruid en haar moeder.
Joseph Fischer verruilde Mannheim voor Kassel, waar hem ook de operaregie opgedragen werd. Hij ondernam in 1806 een grote reis naar Parijs en door Duitsland, waar hij grote successen vierde. In 1806 adopteerde hij Anna, de dochter van het toneelspelers- en zangersechtpaar Carl Miedke en Charlotte Miedke, de latere Anna Fischer-Maraffa, die hij tot een gevierde sopraan opleidde en met wie hij verschillende concerttournees door heel Europa voltooide, waarop beide een belangrijke reputatie verwierven. In Italië was de bijval bijzonder groot. Daarna gaf hij zijn artistieke loopbaan op, keerde naar Duitsland terug en leefde teruggetrokken tot zijn dood in Mannheim. Als componist is Joseph Fischer minder belangrijk, zijn in twaalf delen gepubliceerde liederen zijn tegenwoordig vergeten.